# Wanda und das Alien
Wanda und das Alien (Originaltitel: Wanda and the Alien) ist eine britische Zeichentrickserie. Die Ausstrahlung startete in Großbritannien am 30. August 2014. Die deutschsprachige Ausstrahlung begann im Pay-TV am 25. Januar 2015 auf Nick Jr., zum ersten Mal im Free-TV wurde die Serie am 16. Februar 2015 auf Nickelodeon gezeigt. Zielgruppe der Serie sind Kinder im Vorschulalter.
Wanda und das Alien basiert auf einer Kinderbuchserie der britischen Autorin Sue Hendra.

## Handlung
Wanda, ein fünfjähriges Hasenmädchen, trifft im Wald auf einen grünen, vieräugigen Außerirdischen, der mit einer Rakete auf die Erde gekommen ist. Wanda und das Alien freunden sich an und erkunden von nun an gemeinsam ihre Umwelt. Insbesondere das Alien stößt dabei immer wieder auf für ihn neuartige Phänomene und Situationen, die es daraufhin gemeinsam mit Wanda ergründet.
Die Grundaussage der Serie zielt dabei auf die Toleranz gegenüber „Anderen“, die Protagonisten zeigen, dass Werte wie Freundschaft und Vertrauen nichts mit Äußerlichkeiten zu tun haben.

## Episoden
Bisher (Stand Februar 2019) wurden 52 Episoden in einer Staffel produziert.

## Produktion
Wanda und das Alien war die erste Kinderfernsehserie, die von Random House Children’s Screen Entertainment (RHCSE) in Auftrag gegeben wurde. Produziert wurde die Serie in den Mackinnon & Saunders Digital Studios in Manchester. Das Studio wurde bei den Big Cip Awards 2015 in der Kategorie „Best Use of Animation“ für Wanda und das Alien nominiert, die Auszeichnung erhielt jedoch das Kilogramme Animation Studio für Tall Tales Part 2.

## Kinderbücher
Die Kinderbuchillustratorin und -autorin Sue Hendra veröffentlichte 2011 das erste Buch der Reihe Wanda and the Alien, auf der die Fernsehserie basiert. Bisher sind vier Teile erschienen.
- 2011: Wanda and the Alien
- 2012: Wanda's Space Party
- 2014: Wanda and the Alien to the Rescue
- 2014: Wanda and the Alien Go Camping